# Jean-Philippe Patrice
 (juin 2024).
Jean-Philippe Patrice, né le 12 mars 1997, est un escrimeur français, pratiquant le sabre. C'est le grand frère de Sébastien Patrice.

## Biographie
D'origine marseillaise, il débute l'escrime dans une maison de quartier locale.

## Palmarès
- Jeux olympiques
  -  Médaille de bronze par équipes aux Jeux olympiques d'été de 2024 à Paris
- Championnats du monde
  -  Médaille d'argent en individuel en 2025 à Tbilissi
- Championnats d'Europe
  -  Médaille de bronze en individuel en 2024 à Bâle
  -  Médaille de bronze en individuel en 2025 à Gênes

- Championnats de France
  -  Médaille d'or par équipes en 2024
  -  Médaille d'or par équipes en 2023
  -  Médaille d'or par équipes en 2022
  -  Médaille d'argent en individuel en 2016
  -  Médaille de bronze par équipes en 2016

## Décorations
- Chevalier de l'ordre national du Mérite (2024)[3]